# Luiz Olavo Baptista

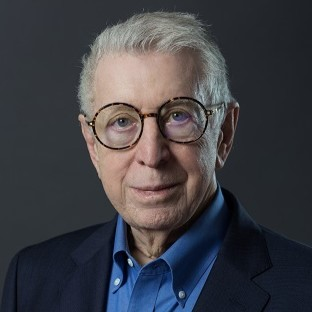
Luiz Olavo Baptista in 2017

Luiz Olavo Baptista (* 24. Juli 1938 in Itu, Brasilien; † 18. Oktober 2019 in São Paulo, Brasilien) war ein brasilianischer Jurist, Professor und Mitglied am Appellate Body der Welthandelsorganisation.

## Leben
Er wurde 1938 in Itu in der Nähe von São Paulo geboren. 1958 begann er sein Studium der Rechtswissenschaften an der päpstlichen katholischen Universität von São Paulo. Er begann im Anschluss ein post-graduales Studium an der Columbia-Universität in den USA und an der Den Haager Akademie für Völkerrecht. Er promovierte von 1976 bis 1981 an der Universität Panthéon-Assas.
Baptista war Gastprofessor an verschiedenen Universitäten, so der Universität Michigan, der Université Paris  Panthéon-Sorbonne und der Universität Paris-Nanterre. Er war ordentlicher Professor für internationales Recht an der Universidade de São Paulo.
Er war seit 1996 Mitglied des Ständigen Schiedsgerichtshof in Den Haag. Er wurde vom Präsidenten von Brasilien, Fernando Henrique Cardoso, 2001 nominiert, Mitglied des Appellate Body der WTO zu werden. Diese Nominierung wurde vom Dispute Settlement Body angenommen und Baptista war von 2001 bis 2009 Mitglied des Appellate Body.
Nach seiner Zeit am Appellate Body war er Senior Partner der als Denkfabrik eingestuften Kanzlei Atelier Jurídico, die er 2015 gründete.
Im Rahmen seiner Tätigkeiten im internationalen Recht wurde er Mitglied des Instituts der Internationalen Handelskammer für Internationale Handelspraxis und der Kommission für Handel und Investment. Er war seit 1993 einer der Schiedsrichter des Mercosur-Protokolls von Brasília. Ebenso war er als Schiedsrichter tätig für die Kommission der Vereinten Nationen für Kompensation, die Internationale Handelskammer, die amerikanische Handelskammer und in privaten Wirtschaftsstreitigkeiten. In rechtlichen Fragen hat er verschiedene Projekte, unter anderem der Weltbank und der Vereinten Nationen beraten.
Ihm wurde 2009 die Ehrendoktorwürde von der Universität Lissabon verliehen.
Er starb am 18. Oktober 2019 im Alter von 81 Jahren.

## Veröffentlichungen (Auswahl)
- mit Pascal Durand-Barthez: Les associations d'entreprises (joint ventures) dans le commerce international. Paris, FEDUCI: L.G.D.J., 1986.
- mit Brigitte Stern: Le Mercosul, ses institutions et son ordonnancement juridique. Montchresten, Paris 2001.
- mit Caroline Téanor: L'intégration économique régionale en Amérique latine. Montchrestien, Paris 2001.
- O Mercosul, suas instituições e ordenamento jurídico. LTr, São Paulo 1998.